# Nannophlebia adonira
Nannophlebia adonira is een libellensoort uit de familie van de korenbouten (Libellulidae), onderorde echte libellen (Anisoptera).
De wetenschappelijke naam Nannophlebia adonira is voor het eerst geldig gepubliceerd in 1938 door Lieftinck.